# ستانلي سارنوف
ستانلي سارنوف (بالإنجليزية: Stanley Sarnoff)‏ هو طبيب قلب وكبير الإداريين التنفيذيين أمريكي، ولد في 5 أبريل 1917 في بروكلين في الولايات المتحدة، وتوفي في 23 مايو 1990 في سولت ليك في الولايات المتحدة.